# Березанівка (зупинний пункт)
Береза́нівка — закритий залізничний пасажирський зупинний пункт Дніпровської дирекції Придніпровської залізниці на електрифікованій лінії Самар-Дніпровський — Воскобійня між станціями Балівка (15 км) та Самар-Дніпровський (18 км). Розташований на заході міста Підгородне, на лівому березі річки Кільчень, у Дніпровському районі Дніпропетровської області.

## Історія
Зупинний пункт був відкритий у 1966 році. Наразі через зупинний пункт приміські електропоїзди не курсують, оскільки ця дільниця для приміського сполучення не використовується.